# ユニオン郡区 (アイオワ州セロゴード郡)
ユニオン郡区は、アメリカ合衆国、アイオワ州、セロゴード郡にある16の郡区の一つである。2000年の国勢調査で、人口は185人だった。

## 地理
ユニオン郡区は、94.6平方キロメートル（36.54平方マイル)で、組み込まれた自治体(incorporated settlements)はない。